# Grande Prêmio dos Países Baixos de 2014 (MotoGP)
O Grande Prêmio da MotoGP dos Países Baixos de 2014 ocorreu em 28 de junho.

## Resultados

### Classificação MotoGP
| Pos | Piloto           | Equipe                    | Moto           | Tempo     | Pontos |
| --- | ---------------- | ------------------------- | -------------- | --------- | ------ |
| 1   | Marc Marquez     | Repsol Honda Team         | Honda          | 43'29.954 | 25     |
| 2   | Andrea Dovizioso | Ducati Team               | Ducati         | +6.714    | 20     |
| 3   | Dani Pedrosa     | Repsol Honda Team         | Honda          | +10.791   | 16     |
| 4   | Aleix Espargaro  | NGM Forward Racing        | Forward Yamaha | +19.199   | 13     |
| 5   | Valentino Rossi  | Movistar Yamaha MotoGP    | Yamaha         | +25.813   | 11     |
| 6   | Andrea Iannone   | Pramac Racing             | Ducati         | +29.003   | 10     |
| 7   | Alvaro Bautista  | GO&FUN Honda Gresini      | Honda          | +30.882   | 9      |
| 8   | Bradley Smith    | Monster Yamaha Tech 3     | Yamaha         | +30.985   | 8      |
| 9   | Cal Crutchlow    | Ducati Team               | Ducati         | +44.031   | 7      |
| 10  | Stefan Bradl     | LCR Honda MotoGP          | Honda          | +48.662   | 6      |
| 11  | Broc Parkes      | Paul Bird Motorsport      | PBM            | +51.863   | 5      |
| 12  | Scott Redding    | GO&FUN Honda Gresini      | Honda          | +1'00.329 | 4      |
| 13  | Jorge Lorenzo    | Movistar Yamaha MotoGP    | Yamaha         | +1'04.641 | 3      |
| 14  | Karel Abraham    | Cardion AB Motoracing     | Honda          | +1'05.980 | 2      |
| 15  | Danilo Petrucci  | Octo IodaRacing Team      | ART            | +1'17.611 | 1      |
| 16  | Hiroshi Aoyama   | Drive M7 Aspar            | Honda          | +1'19.753 | 0      |
| 17  | Nicky Hayden     | Drive M7 Aspar            | Honda          | +1'27.630 | 0      |
| 18  | Hector Barbera   | Avintia Racing            | Avintia        | +1'28.142 | 0      |
| 19  | Yonny Hernandez  | Energy T.I. Pramac Racing | Ducati         | 1 volta   | 0      |
| 20  | Mike Di Meglio   | Avintia Racing            | Avintia        | 1 volta   | 0      |
| 21  | Michael Laverty  | Paul Bird Motorsport      | PBM            | 1 volta   | 0      |
| 22  | Colin Edwards    | NGM Forward Racing        | Forward Yamaha | 3 voltas  | 0      |

### Classificação Moto2
| Pos | Piloto              | Equipe                     | Moto           | Tempo     | Pontos |
| --- | ------------------- | -------------------------- | -------------- | --------- | ------ |
| 1   | Anthony West        | QMMF Racing Team           | Speed Up       | 46'02.089 | 25     |
| 2   | Maverick Viñales    | Paginas Amarillas HP 40    | Kalex          | +0.318    | 20     |
| 3   | Mika Kallio         | Marc VDS Racing Team       | Kalex          | +0.743    | 16     |
| 4   | Johann Zarco        | AirAsia Caterham           | Caterham Suter | +7.300    | 13     |
| 5   | Alex De Angelis     | Tasca Racing Moto2         | Suter          | +11.253   | 11     |
| 6   | Thomas Luthi        | Interwetten Paddock Moto2  | Suter          | +14.932   | 10     |
| 7   | Julian Simon        | Italtrans Racing Team      | Kalex          | +17.658   | 9      |
| 8   | Esteve Rabat        | Marc VDS Racing Team       | Kalex          | +20.177   | 8      |
| 9   | Lorenzo Baldassarri | Gresini Moto2              | Suter          | +25.260   | 7      |
| 10  | Hafizh Syahrin      | Petronas Raceline Malaysia | Kalex          | +50.761   | 6      |
| 11  | Gino Rea            | AGT REA Racing             | Suter          | +51.526   | 5      |
| 12  | Marcel Schrotter    | Tech 3                     | Tech 3         | +51.692   | 4      |
| 13  | Simone Corsi        | NGM Forward Racing         | Kalex          | +57.108   | 3      |
| 14  | Takaaki Nakagami    | IDEMITSU Honda Team Asia   | Kalex          | +1'06.613 | 2      |
| 15  | Luis Salom          | Paginas Amarillas HP 40    | Kalex          | +1'15.500 | 1      |
| 16  | Ricard Cardus       | Tech 3                     | Tech 3         | +1'17.239 | 0      |
| 17  | Mattia Pasini       | NGM Forward Racing         | Kalex          | +1'17.528 | 0      |
| 18  | Josh Herrin         | AirAsia Caterham           | Caterham Suter | +1'42.178 | 0      |
| 19  | Roman Ramos         | QMMF Racing Team           | Speed Up       | +1'48.124 | 0      |
| 20  | Tetsuta Nagashima   | Teluru Team JiR Webike     | TSR            | 1 volta   | 0      |
| 21  | Dominique Aegerter  | Technomag carXpert         | Suter          | 1 volta   | 0      |
| 22  | Nicolas Terol       | Mapfre Aspar Team Moto2    | Suter          | 1 volta   | 0      |
| 23  | Jonas Folger        | AGR Team                   | Kalex          | 2 voltas  | 0      |
| 24  | Franco Morbidelli   | Italtrans Racing Team      | Kalex          | 2 voltas  | 0      |
| 25  | Xavier Simeon       | Federal Oil Gresini Moto2  | Suter          | 2 voltas  | 0      |
| 26  | Jordi Torres        | Mapfre Aspar Team Moto2    | Suter          | 2 voltas  | 0      |
| 27  | Robin Mulhauser     | Technomag carXpert         | Suter          | 2 voltas  | 0      |
| 28  | Louis Rossi         | SAG Team                   | Kalex          | 3 voltas  | 0      |
| 29  | Thitipong Warokorn  | APH PTT The Pizza SAG      | Kalex          | 4 voltas  | 0      |

### Classificação Moto3
| Pos | Piloto              | Equipe                    | Moto      | Tempo     | Pontos |
| --- | ------------------- | ------------------------- | --------- | --------- | ------ |
| 1   | Alex Marquez        | Estrella Galicia 0,0      | Honda     | 38'07.648 | 25     |
| 2   | Alex Rins           | Estrella Galicia 0,0      | Honda     | +2.960    | 20     |
| 3   | Miguel Oliveira     | Mahindra Racing           | Mahindra  | +3.644    | 16     |
| 4   | Alexis Masbou       | Ongetta-Rivacold          | Honda     | +16.350   | 13     |
| 5   | Niccolò Antonelli   | Junior Team GO&FUN Moto3  | KTM       | +16.466   | 11     |
| 6   | Efren Vazquez       | SaxoPrint-RTG             | Honda     | +16.487   | 10     |
| 7   | Isaac Viñales       | Calvo Team                | KTM       | +16.531   | 9      |
| 8   | Danny Kent          | Red Bull Husqvarna Ajo    | Husqvarna | +16.559   | 8      |
| 9   | Brad Binder         | Ambrogio Racing           | Mahindra  | +16.643   | 7      |
| 10  | John Mcphee         | SaxoPrint-RTG             | Honda     | +16.686   | 6      |
| 11  | Jakub Kornfeil      | Calvo Team                | KTM       | +23.232   | 5      |
| 12  | Jasper Iwema        | KRP Abbink Racing         | FTR KTM   | +24.824   | 4      |
| 13  | Matteo Ferrari      | San Carlo Team Italia     | Mahindra  | +25.693   | 3      |
| 14  | Zulfahmi Khairuddin | Ongetta-AirAsia           | Honda     | +25.710   | 2      |
| 15  | Philipp Oettl       | Interwetten Paddock Moto3 | Kalex KTM | +25.774   | 1      |
| 16  | Bryan Schouten      | CIP                       | Mahindra  | +25.921   | 0      |
| 17  | Andrea Locatelli    | San Carlo Team Italia     | Mahindra  | +26.310   | 0      |
| 18  | Romano Fenati       | SKY Racing Team VR46      | KTM       | +29.338   | 0      |
| 19  | Eric Granado        | Calvo Team                | KTM       | +32.585   | 0      |
| 20  | Scott Deroue        | RW Racing GP              | Kalex KTM | +38.766   | 0      |
| 21  | Arthur Sissis       | Mahindra Racing           | Mahindra  | +46.930   | 0      |
| 22  | Jules Danilo        | Ambrogio Racing           | Mahindra  | +47.117   | 0      |
| 23  | Thomas Van Leeuwen  | 71Workx.com Racing Team   | Kalex KTM | +49.062   | 0      |
| 24  | Ana Carrasco        | RW Racing GP              | Kalex KTM | +52.269   | 0      |
| 25  | Livio Loi           | Marc VDS Racing Team      | Kalex KTM | +52.359   | 0      |
| 26  | Alessandro Tonucci  | CIP                       | Mahindra  | +1'10.604 | 0      |
| 27  | Gabriel Ramos       | Kiefer Racing             | Kalex KTM | +1'19.403 | 0      |
| 28  | Luca Grünwald       | Kiefer Racing             | Kalex KTM | +1'48.719 | 0      |
| 29  | Hafiq Azmi          | SIC-AJO                   | KTM       | 1 volta   | 0      |